# Karl Dörr
Pour les articles homonymes, voir Dörr.
Karl Dörr (né le 27 septembre 1949 à Groß-Umstadt) est un ancien homme politique allemand (SPD) et membre du parlement de l'État de Hesse.

## Formation et métier
Après avoir obtenu son diplôme d'études secondaires en 1969, Karl Dörr travaille de 1969 à 1971 comme officier de police pour les gardes-frontières fédéraux. Il étudie ensuite les sciences politiques et l'histoire de 1971 à 1978 et complète son stage juridique pour devenir enseignant au secondaire. Dörr est membre du Syndicat de l'éducation et des sciences (GEW) depuis 1972.
De 1978 à 1985, il travaille comme enseignant à Francfort. De 1985 à 1987, Dörr travaille au cabinet ministériel et est le conseiller personnel du ministre de l'Éducation de Hesse (de). Après la défaite électorale des rouges-verts, il travaille de 1987 à 1991 comme enseignant à l'école ouverte de Babenhausen.
Karl Dörr est protestant, marié et père de deux enfants.

## Politique
Karl Dörr est membre du SPD depuis 1970.
Il est actif dans la politique locale en tant que conseiller municipal de la ville de Groß-Umstadt depuis 1972 (depuis 1997 : président du conseil municipal). Il est également membre du conseil de l'arrondissement de Darmstadt-Dieburg de 1985 à 1996.
Pendant trois législatures, du 5 avril 1991 au 2 février 2003, Karl Dörr est député du parlement de l'État de Hesse pour la circonscription de Darmstadt-Dieburg II (de). De février 1999 à janvier 2003, il est président du comité de la politique culturelle au parlement de l'État.

## Honneurs
En 2019, il reçoit la Croix fédérale du mérite avec ruban.
En mai 2016, son parti lui décerne la médaille Willy-Brandt (de), la plus haute distinction décernée au sein du Parti social-démocrate d'Allemagne. Heike Hofmann, député du parlement d'État à l'époque, et le président local du SPD, Oliver Schröbel, rendent les honneurs au Gruberhof (de). En particulier, ses mérites en tant que conseiller municipal de longue date et chef du conseil municipal de Groß-Umstadt, qui sont très étroitement liés au concept de la "culture du consensus d'Umstadt", et ses mérites en tant que membre de longue date du parlement de l'État, qui est principalement concerné par la politique de l'éducation à Wiesbaden, sont mis en évidence.